# 洪丝丝
洪丝丝（1907年2月20日—1989年5月11日），原名洪水安，笔名丝丝、漱玉，福建金门人，中国新闻人物、政治人物。

## 生平
洪丝丝出生于华侨家庭，早年曾就读于厦门集美学校。后担任过中国国民党金门党部青年部长。1928年退出国民党后前往印度尼西亚，任教于苏门答腊中华学校，并曾任《南洋日报》记者、《新中华报》总编辑。1931年因发文纪念五三惨案而被驱逐出境，其后先后前往马来亚槟城、日本东京，历任《光华日报》副刊《槟风》主编、《光华日报》驻东京通讯记者。在日期间，他还就读于日本大学社会学专业。抗日战争爆发后回到马来亚，任《光明日报》、《现代周刊》主编。1938年出任新加坡《现代三日刊》编辑。抗日战争结束后再次担任《现代周刊》主编。1946年加入中国民主同盟，并于同年出任《南侨晚报》主编。
中华人民共和国成立后于1950年回到国内，后历任中央华侨事务委员会委员，中国新闻社专稿部主任、理事长，中华全国归国华侨联合会副主席，中国华侨历史学会会长等职。他还是第一至五届全国人大代表、第六届全国人大常委、民盟中央委员。1989年逝世。

## 家庭
洪丝丝的女婿施光南为知名作曲家。